# Бело (Медводе)
Бело (словен. Belo) — поселення в общині Медводе, Осреднєсловенський регіон, Словенія. 
Висота над рівнем моря: 639,6 м.